# شهرك (خسرو أباد)
شهرك (بالفارسية: شهرک سفلی) هي قرية تقع في إيران في قسم خسرو أباد الريفي. يقدر عدد سكانها بـ 231 نسمة بحسب إحصاء 2016.